# Максимейко, Николай Алексеевич
Николай Алексеевич Максимейко (укр. Микола Олексійович Максимейко; (5 [17] июня 1870, Полтавская губерния — 14 апреля 1941, Киев) — украинский и советский учёный, историк права, доктор права (1915), профессор (1914), доктор юридических наук, член-корреспондент Всеукраинской академии наук (ВУАН) Украинской ССР (1925).

## Биография
Родился 5 (17) июня 1860 года в селе Волошновка, Роменского уезда, Полтавской губернии (ныне Роменский район, Сумская область, Украина).
Среднее образование начал получать в Прилукской гимназии, затем учился в Коллегии Павла Галагана (1884—1888). В 1892 году окончил юридический факультет Киевского университета Св. Владимира с золотой медалью за сочинение «Об уголовном праве Литовского Статута в связи с развитием русского уголовного права вообще». Был оставлен для подготовки к магистерской диссертации при кафедре российского права.
В 1896 году выдержал экзамен на степень магистра государственного права и 1 августа 1897 года был назначен приват-доцентом на кафедру истории русского права юридического факультета Харьковского университета. После защиты магистерской диссертации «Сеймы Литовского-Русского государства до Люблинской унии 1569 г.» 7 сентября 1902 года был назначен исполняющим обязанности экстраординарного профессора. В сентябре 1905 года был избран секретарём юридического факультета и в том же года стал ординарным профессором и заведующим кафедрой истории русского права.
Член Харьковского историко-филологического общества (с 1897), Харьковского юридического общества (с 1900). Степень доктора истории права получил в 1915 году после защиты диссертаци «Опыт критического исследования Русской Правды».
Максимейко осуществлял активную педагогическую и общественную деятельность. Преподавал на женских и рабочих курсах, читал лекции по истории права в Харьковском народном университете (1903—1915). В 1905 году вместе с профессорами Харьковского университета Н. Ф. Сумцовым, Д. И. Багалеем, Тимофеем Буткевичем, входил в состав Совета по вопросам об устранении стеснений Эмсского указа 1863 года, которые касались украинского языка и украинской литературы; в результате был снят запрет на издание книг на украинском языке.
Был приверженцем идей Конституционно-демократической партии, отстаивал её позиции на страницах харьковских газет «Мир», «Волна», «Будущее». Но в «украинском вопросе» отмечал необходимость децентрализации Российской империи и предоставление автономии её народам.
Во времена революции и Гражданской войны занял выжидательную позицию: он не участвовал в заседаниях Партии народной свободы (конституционно-демократической), не выступал публично во времена Украинской Народной Республики, Украинской державы и Директории Украинской Народной Республики. Под впечатлением от развернутого деникинцами террора в 1920 году перешёл на сторону советской власти.
В 1920—1924 гг. — учёный консультант кодификационного отдела Народного Комиссариата юстиции, профессор правового отделения при Харьковском институте народного хозяйства.
В 1924—1926 — профессор Геодезического и землеустроительного института в Харькове.
В 1926—1934 — возглавлял секцию истории украинского права Научно-исследовательского института русской культуры им. академика Д. И. Багалея.
В 1925—1934 — член Комиссии по изучению истории западно-русского и украинского права АН УССР.
В 1930-е годы преподавал на историческом факультете Харьковского гос. университета. С апреля 1941 — старший научный сотрудник Института истории Украины АН УССР.
Скончался в Киеве 14 апреля 1941 года.

## Избранные научные труды
Автор 20 монографий, многих статей и научных докладов. Исследователь истории права Киевской Руси, России, Украины, Литвы. Труды Н. А. Максимейко посвящены истории права, истории западно-русского и украинского права, истории земельных отношений и землеустройства. Многие исследования учёного посвящены политическому строю и праву Литовско-Русского государства.
- Интерполяции в тексте распространенной Русской Правды // Труды комиссии по изучению истории западно-русского и украинского права. — Вып. 6. — 1929.
- О смердах «Русской Правды» // Труды комиссии по изучению истории западно-русского и украинского права. — Вып. 3. — 1927.
- Закупы «Русской Правды» // Научные записки научно-исследовательской кафедры истории украинской культуры. — Вып. 6. — Харьков, 1927.
- Система «Русской Правды» в её распространенной редакции // Труды комиссии по изучению истории западно-русского и украинского права. — Вып. 2. — 1926.
- Опыт критического исследования «Русской Правды». — Вып.1. — Харьков, 1914.
- «Русская правда» и обычное право Литовско-Русского государства до издания Статута // Труды XII археологического съезда. — 1905.
- «Русская Правда» и литовско-русское право // Сборник статей по истории права, посвященный М. Ф. Владимирскому-Буданову. — 1904.
- Сеймы Литовско-Русского государства до Люблинской унии 1569 г. — Харьков, 1902.
- Источники уголовных законов Литовского Статута. — Киев, 1894.